# Richard Carl Löblich
Richard Carl Löblich (* 17. Januar 1849 in Naumburg; † Dezember 1936) war ein sächsischer Generalleutnant.

## Leben
Löblich besuchte das Naumburger Domgymnasium und trat am 1. April 1871 als Avantageur in die reitende Ersatzbatterie des Feld-Artillerie-Regiment Nr. 12 der sächsischen Armee ein, wobei er schon 1872 zum Leutnant avancierte. Er nahm nicht am Krieg gegen Frankreich teil. Im selben Jahre erfolgte auch seine Versetzung in das Fuß-Artillerie-Regiment Nr. 12 in Metz. Er verbrachte die weiteren Jahre im Regiment und wurde von 1874 bis 1876 zur Vereinigten Artillerie- und Ingenieurschule in Berlin abkommandiert. 1877 wurde er zum Oberleutnant befördert. Ab 1878 besuchte er dann für drei Jahre die preußische Kriegsakademie in Berlin. Nachfolgend wurde er zum Großen Generalstab in Berlin befehligt und avancierte 1884 zum Hauptmann. In den weiteren Jahre diente er wieder beim Fußartillerie-Regiment und wurde 1891 zum Major und Abteilungskommandeur befördert. Nachdem er am 16. November 1898 zum Oberstleutnant befördert wurde, wurde er á la suite seines Regiments gestellt und zum Vorstand des Artillerie-Depots in Dresden ernannt. Er blieb bis zu seiner Beförderung zum Oberst am 23. März 1901 in dieser Eigenschaft und wurde dann zum Regimentskommandeur seines geliebten Regiments, dem Fuß-Artillerie-Regiment Nr. 12, ernannt. Nach weiterer Beförderung zum Generalmajor am 20. September 1904 wurde er als Nachfolger von Generalmajor Paul Oberzeugmeister im Range eines Brigadekommandeurs. Unter Genehmigung seines Abschiedsgesuches wurde er am 30. März 1908 mit dem Charakter eines Generalleutnants zur Disposition gestellt. Sein Nachfolger als Oberzeugmeister wurde Generalmajor Georg von Zobel.